# Monolithe (groupe)
 (juin 2017).
Si vous disposez d'ouvrages ou d'articles de référence ou si vous connaissez des sites web de qualité traitant du thème abordé ici, merci de compléter l'article en donnant les références utiles à sa vérifiabilité et en les liant à la section « Notes et références ».
Pour les articles homonymes, voir Monolithe (homonymie).
Monolithe est un groupe français de doom metal.
Il est formé en 2001 par Sylvain Bégot, également ex-membre des groupes Anthemon et Upon the Deep.
Il se distingue par l'iconoclasme de son concept - une saga répartie sur plusieurs albums, des disques constitués d'un unique et très long titre, par la flexibilité de son line-up et par son approche du style de musique pratiqué, avec notamment l'éradication d'un certain nombre de clichés inhérents au doom metal.

## Historique

### Origines (2001–2002)
Monolithe est un projet mené par son créateur Sylvain Bégot (ex-Anthemon.)
Un extrait d'une interview accordée au webzine Violent Solution résume la genèse de Monolithe : « J’avais un certain nombre de parties musicales assez courtes, très orientées doom, que je ne comptais pas vraiment utiliser pour Anthemon car d’une part ça ne rentrait pas trop dans son cadre artistique et d’autre part parce que je ne pense pas que tout le monde dans le groupe soit vraiment réceptif à ce type de musique. J’ai assemblé tous ces éléments en un seul, ce qui a donné quelque chose comme les 15-20 premières minutes de Monolithe » (il s'agit de Monolithe I). « J’étais très satisfait du résultat et c’est de là que m’est venu l’envie de continuer à travailler sur ce projet de manière plus sérieuse parce que je sentais que je pouvais aller plus loin et qu’en quelque sorte le morceau que j’avais obtenu de la sorte n’étais pas achevé. J’ai donc continué le processus de composition tout en élaborant parallèlement ce que serait le concept de Monolithe, aussi bien au niveau de la musique, du type d’artwork, des textes, etc. Le choix du nom du projet s’est imposé à moi sans que j’y réfléchisse beaucoup en fait[réf. nécessaire]. »

### DeMonolithe IàInterlude Premier(2002–2011)
En 2002, le groupe signe avec le label Appease Me... (label des membres de Blut aus Nord). Le 1er juin 2003, ils sortent leur premier album Monolithe I. Il est enregistré, mixé et masterisé en mars 2003 au Studio RR par Marc Canlers et Sylvain Bégot. En 2004, ils signent avec Candlelight Records à la suite d'un rapprochement entre ces derniers et Appease Me...
En avril 2005 sort le deuxième album du groupe, Monolithe II. Il est enregistré, mixé et masterisé en février, mars et avril 2004 au Studio RR par Marc Canlers et Sylvain Bégot. En 2006, Monolithe apparaît sur la compilation Phoenix Risen - A Candlelight Records Compilation aux côtés d'autres groupes du label. Le titre y figurant est un extrait d'environ cinq minutes de l'album Monolithe II.
Le groupe annonce en janvier 2007 son intention d'offrir un mini-CD en téléchargement gratuit sur son site officiel, en demandant en contrepartie une participation financière sous forme de don non obligatoire. Il s'agirait d'une « nouvelle expérience de distribution de la musique » qui, si elle fonctionne, sera renouvelée. En mars 2007 sort le mini-album Interlude Premier (offert gratuitement via le site internet du groupe) chez Red Reed Releases. Le groupe se sépare avant cette sortie de Candlelight Records à la suite de problèmes avec le label (révélés dans une interview donnée au webzine tchèque Necrosphere).
Monolithe participe également à un album hommage au groupe finlandais Skepticism, intitulé Entering the Levitation (sorti fin 2007), sur lequel le groupe reprend le titre Edges. Cette reprise est particulièrement bien accueillie. Le groupe met en ligne en avril 2007 une vidéo promotionnelle teaser en prévision de la sortie de son nouvel album Monolithe III. Une seconde vidéo, du même type que la première, est rendue publique en octobre 2007. On peut y entendre quelques secondes de musique sans doute tirée de l'album Monolithe III.

### DeInterlude SecondàZeta Reticuli(2012 - 2017)
En janvier 2012 sort le mini-album Interlude Second (offert gratuitement sur la page Bandcamp du groupe), puis le troisième album Monolithe III au label Debemur Morti Productions. Monolithe III est enregistré de mars à mai 2012 au Red Reed Studio par Sylvain Bégot, mixé et masterisé en juin 2012 au Hybreed Studio par Andrew Guillotin. En 2013, le groupe sort un quatrième album, Monolithe IV, - fin du 1er cycle. Il est enregistré de février à mai 2012 au Red Reed Studio par Sylvain Bégot, mixé et masterisé en juin 2013 au Hybreed Studio par Andrew Guillotin. En 2014 sort la compilation Monolithe Zero. En 2015 sort le cinquième album Epsilon Aurigae - début du second cycle, puis le groupe annonce pour juin 2016 la sortie du sixième album Zeta Reticuli - fin du second cycle. Epsilon Aurigae est enregistré au Red Reed Studio par Sylvain Bégot, Enregistrement batterie, mixage et mastering au Hybreed Studio par Andrew Guillotin. Zeta Reticuli  sort le 8 juillet 2016 chez Debemur Morti Productions.

### DepuisNebula Septem(2018-)
Ce septième album, premier sorti avec le label Les Acteurs de l'Ombre Productions, est enregistré avec sept musiciens, puisque à la suite du départ de Richard Loudin, les voix sont assurées sur ce disque par Sébastien Pierre (Enshine, Fractal Gates, Cold Insight...) et par Rémi Brochard, nouveau chanteur officiel de Monolithe. Ce dernier prend tous les chœurs et le lead vocal du morceau qu'il a co-signé avec Sylvain Bégot : Delta Scuti.
En 2019 sort le huitième opus du groupe, Okta Khora, avec une formation identique à celle du précédent album, excepté l'absence de Sébastien Pierre. Les morceaux durent tous 8 minutes, dont 2 sont répartis en 2 pistes de 4 minutes, afin d'atteindre 8 pistes au total. L'album raconte l'histoire d'une civilisation extra-terrestre dont le fanatisme religieux amène à penser qu'il est de son devoir de détruire l'univers, pour le ramener dans son état de chaos originel et le purifier.
A la base prévu pour une sortie le 31 janvier 2020, l'album bénéficie finalement d'une sortie digitale officielle avancée au 11 novembre 2019, à la suite de la diffusion illégale des fichiers sur le net. Il sort comme son prédécesseur chez Les Acteurs de l'Ombre Productions.

## Formation
Une particularité de Monolithe est de ne pas posséder de line-up fixe jusqu'à 2015, à l'exception de son mentor Sylvain Bégot. Pour les 15 ans du groupe, Sylvain Bégot décide de monter un line-up de sept musiciens, afin de pouvoir pour la première fois aborder l'aspect live du projet.
Dans une interview datée d'octobre 2003, ce dernier explique ce premier choix : « Les musiciens qui m'épaulent sont des membres de session. Ils jouent ce que je leur donne à faire, à l'exception de Marc Canlers qui a écrit seul ses lignes de basse pour Monolithe I selon quelques instructions. Les lignes de chant ont été mises au point par Richard Loudin et moi-même. Le line-up peut très bien évoluer dans le futur, ce sera d'ailleurs déjà un peu le cas sur M2 puisque j'ai eu confirmation de la participation de Kristofer Lorent il y a peu de temps. Il y aura sans doute aussi des gens qui viennent d'horizons musicaux qui n'ont aucun rapport avec les miens, ce qui sera une expérience enrichissante pour tout le monde. Je ne peux pas dire que mes "invités" m'inspirent d'un point de vue purement créatif, disons plutôt que je fais appel à eux parce que j'attends quelque chose d'eux en particulier ou parce que ce sont des amis avec qui je pensais partager une expérience musicale intéressante. Et pour donner une raison plus terre-à-terre, j'ai fait le choix de faire appel à d'autres personnes, notamment des guitaristes, pour déléguer une partie des sessions d'enregistrement à des musiciens de confiance, pour m'éviter une surcharge de travail[réf. nécessaire]. »
Dans le livret de Monolithe II, Sylvain Bégot est crédité en tant qu'interprète se chargeant des guitars & devices.

## Image
Comme dans 2001, l'Odyssée de l'espace, un saut dans le temps semble avoir été opéré entre ces deux albums, le premier faisant référence à l'aube de l'humanité, le second à son échappée de son berceau, la Terre. La pochette de Interlude Premier, elle, est constituée d'un monolithe gigantesque (dont l'apparence n'a rien à voir avec celle du film ou de la pochette du premier album) se dressant dans un ciel bleu. Le contraste entre cette pochette aux couleurs vives et la nature très extrême de la musique du disque est très marqué. La pochette de Monolithe III semble marquer un retour dans l'espace (suite logique de celle de Monolithe II et non pas de Interlude Premier), avec un style encore plus dépouillé. On peut y voir un fond noir, une lueur ainsi que logo du groupe, surmonté d'un M et d'un III dans le style du logo dont l'alignement forme une figure géométrique
.

## Style musical
- Si vous ne connaissez pas le sujet, laissez ce bandeau (vous pouvez alors contacter les auteurs).
- Si vous supprimez le contenu mis en cause (vous pouvez préalablement contacter les auteurs),

argumentez précisément cette suppression dans la page de discussion
(un manque de référence n'est pas un argument ; une recherche réelle de référence doit avoir été effectuée, être formellement documentée).
Le style musical de Monolithe I et Monolithe II contient à la fois des éléments récurrents et d'autres qui distinguent ces deux albums l'un de l'autre. Il y a par exemple des tempos plutôt lents (avec de sensibles accélérations par moments), des guitares sous-accordées et des growls, éléments typiques du doom metal présents sur les deux albums. Les guitares jouent sur deux tableaux, à savoir le minimalisme (avec par exemple, des riffs constitués de quelques accords uniquement ou même d'un unique accord répété inlassablement) ou la richesse harmonique (certaines parties sont très arrangées, avec notamment une grande recherche harmonique et une solide gestion de l'espace sonore (aiguës, médiums et graves) et de l'espace stéréo (notamment par le biais des twins leads, c’est-à-dire deux guitares solo harmonisées placées respectivement à gauche et à droite du pannel stéréo). Les claviers ont un caractère assez spatial sur les deux albums. Globalement la musique de Monolithe peut être décrite comme lourde, lente, atmosphérique et hypnotisante. Les albums, de par leur nature, s'écoutent d'une traite et demandent donc une disposition d'esprit adéquate pour être appréciés. Une des caractéristiques propres à Monolithe est d'inclure sans sa musique quelques parties en mode majeur, parti-pris extrêmement inhabituel pour le doom metal, afin de donner par moments un sentiment d'optimisme dans une musique foncièrement sombre et négative.
Monolithe I et Monolithe II sont, malgré leurs similitudes, deux albums différents dans la forme et le fond. Alors que le premier dégage une atmosphère solennelle et mystique, quasi religieuse, le second est beaucoup plus « triste » et axé sur la beauté des mélodies. Monolithe II se distingue également de son prédécesseur de par l'utilisation d'un accordéon, de par une programmation de batterie plus réaliste (alors que le côté froid et mécanique d'une batterie programmée semble être totalement assumé sur I) et une basse plus présente et plus technique. Il y a la reprise d'un thème mélodique de Monolithe I sur Monolithe II mais uniquement le temps d'une courte mesure (en milieu d'album).
Interlude Premier, comme annoncé longtemps en avance par le groupe, se distingue des deux précédents disques de par sa nature plus extrême et plus radicale. Le titre Monolithic Pillars le composant est extrêmement noir, laissant la place à de nombreuses dissonances et expérimentations inhabituelles dans ce genre de musique (utilisation d'un vocoder, de samples et bruitages divers, on peut même distinguer de la cithare), et sa structure est particulièrement hachée, à l'inverse de la construction fluide des albums précédents. Il possède également une production plus brute, plus extrême. Cependant, il contient toujours les éléments qui sont la marque du groupe, à savoir les « doubles soli », les nappes de claviers atmosphériques et des parties particulièrement mélodiques réalisées en mode majeur.

## Concept et textes
- Si vous ne connaissez pas le sujet, laissez ce bandeau (vous pouvez alors contacter les auteurs).
- Si vous supprimez le contenu mis en cause (vous pouvez préalablement contacter les auteurs),

argumentez précisément cette suppression dans la page de discussion
(un manque de référence n'est pas un argument ; une recherche réelle de référence doit avoir été effectuée, être formellement documentée).
La section Diary/FAQ de l'ancien site officiel donne, à la question « Quel est le concept de Monolithe ? », la réponse suivante : « Chaque album consiste en un seul long morceau. Le nom du groupe et le concept se complètent de cette manière : un unique titre, massif, lent et lourd, et une forte référence au 2001 - l'odyssée de l'espace de Kubrick. Monolithe raconte une histoire qui parle des origines de l'humanité, développée en plusieurs volumes. » Puis, à la question (trad.) « Que signifient les textes ? », la réponse : « Monolithe traite de l'origine de l'humanité. Monolithe I est la fondation - le prologue - de l'histoire tandis que Monolithe II et les albums suivants vont davantage explorer ce mystère[réf. nécessaire]. »
Ainsi, en se basant sur ces sommaires explications et celles données dans divers interviews promotionnelles données à l'occasion des sorties de Monolithe I et Monolithe II, il peut être déduit que le concept derrière Monolithe touche aussi bien le fond que la forme : le mot monolithe évoque à la fois une grosse et lourde roche (or, le doom metal est une musique lente, lourde, et écrasante), un objet unique mais massif (les albums ne sont constitués que d'un unique et long titre), et décrit la nature même du projet (un one-man band, bien que le géniteur du groupe n'est pas l'unique interprète). Par ailleurs, la référence au monolithe noir de 2001, l'Odyssée de l'espace et la volonté affichée de s'attaquer aux origines de l'humanité donnent également des indices quant à la signification des textes et du rapport au choix du nom Monolithe. On peut imaginer que l'histoire narrée dans les textes de Monolithe I, Monolithe II et Interlude Premier s'inspirent du film de Stanley Kubrick en partant du postulat que les monolithes sont des artefacts destinés à aider et guider l'homme dans sa progression vers l'intelligence, la civilisation, la maîtrise de l'outil et l'expansion dans l'espace.
Une interview donnée au webzine Metal Throne en 2004 confirme la teneur « science fiction-esque » du concept et des textes du groupe. Le groupe mentionne à plusieurs reprises lors d'interviews que la fin de la saga narrée au fil des textes des différents disques du groupe marquerait également la fin de Monolithe. Selon une interview donnée au webzine Ad Nihilum, l'œuvre complète sera constituée de cinq albums et deux mini-albums (Interlude Premier et Interlude Second). Bien que le groupe n'ait pas donné de précisions explicites, il semblerait que seuls les mini-albums seront disponibles gratuitement en ligne puisque Monolithe III sortira chez Appease Me.

## Influences
Le style de musique que joue Monolithe est facilement identifiable. Bien que débarrassée de beaucoup de clichés propres au doom metal (par exemple au niveau des pochettes d'albums, de l'approche textuelle, de la teneur de la musique...) la musique de la formation appartient clairement à ce sous genre de metal extrême. On parle parfois de funeral doom, bien que Monolithe réfute en partie cette affiliation. Le groupe est souvent comparé à certains pionniers ou géants du style comme Skepticism, le Anathema des débuts, My Dying Bride ou encore Shape of Despair. Bien que ces comparaisons soient en parties justifiées, les influences de Monolithe vont pourtant bien au-delà du doom metal. Celles-ci sont en partie révélées dans une interview de 2005 : « Je ne pourrais pas détailler tout ce qu’écoutent les participants à Monolithe II alors je ne peux parler que pour moi-même. Je suis très éclectique en matière de goûts musicaux ; j’aime autant le metal extrême que le rock des années 1970, certains sous genres de jazz, le trip-hop, etc. Ce serait trop long de rentrer dans les détails. Je n’aime pas la musique formatée. Je me suis beaucoup éloigné de la scène metal ces dernières années pour cette raison. Quant aux influences de Monolithe, je ne sais pas trop… Sans doute suis-je influencé par tout ce que j’écoute et par la scène doom du début des années 1990, quand le style était en pleine ébullition artistique,. »

## Membres

### Membres actuels
- Benoît Blin - guitare, voix (depuis 2001)
- Sylvain Bégot - guitare, basse, claviers, programmations (depuis 2001)
- Thibault Faucher - batterie (depuis 2015)
- Axel Hurard - Claviers (depuis 2024)
- Vincent Rémon - Basse / Voix (depuis 2024)
- Quentin Verdier - Voix / Guitare (depuis 2023)

### Anciens membres
- Olivier Defives - basse (2015 - 2024)
- Matthieu Marchand - claviers, programmations (2015 - 2024)
- Rémi Brochard - voix (2017 - 2023), guitare (2015 - 2023)
- Sébastien Pierre - chant (2017)
- Richard Loudin - chant (2001 - 2017)
- Emmanuel Mechling - accordéon
- Kristofer Lorent - basse
- Marc Canlers - basse, claviers
- Nicolas Chevrollier - guitare
- Laurent Desvignes - chant
- Sébastien Latour - claviers, programmations

### Membres invités
- Sylvain Bégot - guitare (tous les albums), basse (sur Interlude Premier)
- Benoît Blin - guitare (tous les albums), basse (sur Interlude Premier)
- Marc Canlers - basse (sur Monolithe I), mixage audio
- Kristofer Lorent - basse (sur Monolithe II)
- Olivier Defives - basse (depuis Epsilon Aurigae)
- Thibault Faucher - batterie (depuis Epsilon Aurigae)
- Nicolas Chevrollier - guitare (sur Monolithe I)
- Rémi Brochard - guitare (depuis Zeta Reticuli)
- Matthieu Marchand - programmations (sur Zeta Reticuli)
- Richard Loudin - chant (sur Monolithe I, Monolithe II, Monolithe IV, Epsilon Aurigae, Zeta Reticuli)
- Laurent Desvignes - chant (sur Interlude Premier)
- Emmanuel Mechling - accordéon sur Monolithe II)
- Sébastien Latour - arrangements orchestraux (sur Epsilon Aurigae)
- Guyom Pavesi - chant (sur Zeta Reticuli)
- Jari Lindholm - guitare (sur Zeta Reticuli)
- Sébastien Pierre - voix (sur Nebula Septem)

## Discographie
- 2003 : Monolithe I
- 2005 : Monolithe II
- 2007 : Interlude Premier (EP)
- 2012 : Interlude Second (EP)
- 2012 : Monolithe III
- 2013 : Monolithe IV
- 2014 : Monolithe Zero (EP)
- 2015 : Epsilon Aurigae
- 2016 : Zeta Reticuli
- 2018 : Nebula Septem
- 2019 : Okta Khora
- 2022 : Kosmodrom
- 2024 : Black Hole District